# 紫陽県
紫陽県（しよう-けん）は中華人民共和国陝西省安康市に位置する県。

## 行政区画
- 鎮:城関鎮、蒿坪鎮、漢王鎮、煥古鎮、向陽鎮、洞河鎮、洄水鎮、双橋鎮、高橋鎮、紅椿鎮、高灘鎮、毛壩鎮、瓦廟鎮、麻柳鎮、双安鎮、東木鎮、界嶺鎮